# Bimetallismus

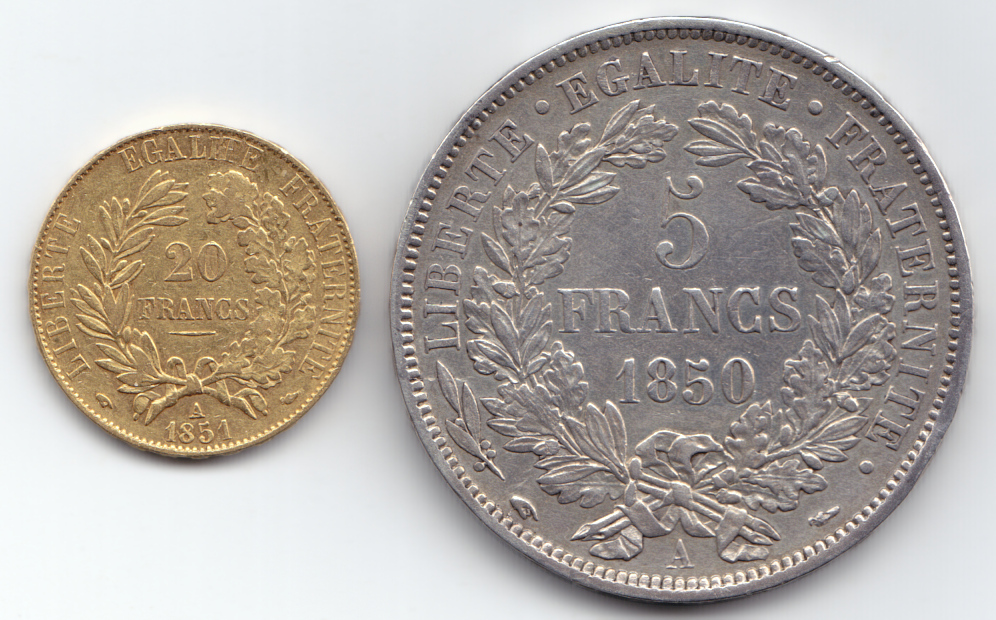
Goldmünze 20 Francs und Silber 5 Francs, Zeit der Zweiten Französischen Republik. Gewicht 6,41 und 24,94 g. Das Verhältnis von Gold zu Silber beträgt 1 : 15½.

Als Bimetallismus oder Doppelwährung – im Gegensatz zum Monometallismus – bezeichnet man ein Währungssystem, dessen Einheit auf Kurantmünzen aus Gold und zugleich auf solchen aus Silber basiert, seltener auf Kurantmünzen aus Silber und Kupfer. Da die Einheit an den Wert zweier Edelmetalle zugleich gebunden ist, wird damit deren Wechselverhältnis fixiert.
Im Russland des 19. Jahrhunderts existierte für kurze Zeit auch ein Trimetallismus mit Platin.
Parallel zu einer Bimetallwährung können Banknoten und Scheidemünzen ausgegeben werden. Diese sind nicht durch den Materialwert gedeckt und können mit Zwangskurs versehen sein, was Kursverschiebungen zwischen den verschiedenen Geldsorten hervorrufen kann.

## Geschichte
Ein Nebeneinander von Kurantmünzen aus Gold und Silber im Zahlungsverkehr ist keine Seltenheit. Im Preußen des 18. und frühen 19. Jahrhunderts etwa wurden die werthaltigeren Zahlungen, meist an das Ausland für hochwertige Güter wie Luxusartikel, oft mit goldenen Friedrich d’or und die gewöhnlichen Zahlungen im Inland mit silbernen Talern geleistet. Einen gesetzlich festgelegten festen Kurs zwischen Gold und Silber bzw. Friedrich d'or und preußischen Talern gab es damals jedoch nicht.
Isaac Newton wurde 1699 in England (ab 1707 Teil von Großbritannien) zum Master of the Royal Mint berufen, nachdem er drei Jahre Warden of the Mint gewesen war. Im Auftrag der Neuordnung der Währungsverhältnisse setzte er im Jahr 1717 das Silber - Goldpreisverhältnis auf 15½ : 1, was damals de facto eine Unterbewertung der Silbermünzen bedeutete (seit dem 12. Jahrhundert hatte das Tauschverhältnis in etwa bei 12 : 1 gelegen). Die Folge war, dass Silbermünzen gehortet wurden und das überbewertete Goldgeld das unterbewertete Silbergeld aus dem Markt verdrängte (siehe auch Greshamsches Gesetz). So etablierte sich in Großbritannien der Goldstandard.
Grundlage des Bimetallismus ist die vertragsmäßige oder gesetzliche Festschreibung eines festen Wertverhältnisses zwischen den verwendeten Münzmetallen innerhalb eines Landes. Auch eine solche Festschreibung in allen oder zumindest in den finanzstärksten Ländern einer Währungsunion bedeutete Bimetallismus. In Frankreich (ab 1803) und später in der Lateinischen Münzunion (ab 1865) war dieses Verhältnis auf das Newton’sche 15,5:1 festgelegt (1 g Gold hatte den gleichen Wert wie 15,5 g Silber).
In der Lateinischen Münzunion drückte sich der Bimetallismus darin aus, dass die Feingewichte von zwei silbernen 5-Franken-Stücken und einem goldenen 10-Franken-Stück (Goldfranken) sich wie 15,5 zu 1 verhielten (um 1870). Der in den 1870er Jahren sinkende Silberpreis führte dann jedoch dazu, dass Silber in großen Mengen in die Länder der Lateinischen Münzunion strömte, weil es hier - nach der Prägung in Münzform - noch im nicht mehr marktgerechten Verhältnis von 15,5 : 1 in Gold getauscht werden konnte. Die Länder der LMU stellten daraufhin die Silberkurantprägung ein, was de facto auch hier zur Goldwährung / zum Goldstandard führte.
Auch in Deutschland gab es bis 1907 einen „gesetzlich verordneten Bimetallismus“, als der silberne, einfache Zollvereinstaler als Kurantmünze neben den Goldmünzen umlief. Der Zollvereinstaler war das definierende Münznominal der Vorgängerwährung der Mark. Die bis 1907 geltende Situation wird als „hinkende Goldwährung“ bezeichnet.
Infolge des Sherman Silver Purchase Act war auch der US-Dollar offiziell eine bimetallische Währung.
Eine Doppelwährung wurde auch mit Münzen der spätmittelalterlichen Groschenzeit der Wettiner praktiziert. Sie bestand aus Oberwährgroschen (Judenkopfgroschen), einer harten Währung, die u. a. für den auswärtigen Handel geschaffen war, während die Beiwähr dem allgemeinen Geldverkehr diente. Die dadurch geschwächte Währung musste durch eine weitere Münzreform mit völlig neuen Groschen (Horngroschen) und Groschen zum halben Wert der Horngroschen übersichtlich gestaltet und damit stabilisiert werden.

## Probleme
Reiche Silberfunde am Ende des 19. Jahrhunderts ließen den Silberpreis fallen. Daraufhin wandten sich zahlreiche Länder mit bimetallischen Währungen dem Goldstandard zu, so auch die USA.
Eine dauerhafte Festlegung eines stabilen Wertverhältnisses ist wirtschaftlich unrealistisch. Zwei oder auch mehr unterschiedliche Metalle, Güter, Waren oder Dienstleistungen lassen sich über einen längeren Zeitraum nicht zu jeweils gleichen Preisen erzeugen, da sich fortwährend die wirtschaftlichen Rahmenbedingungen ändern und sich auch die Nachfrage und die Mode ändert. Dies führt dazu, dass das höher bewertete Metall in die private Thesaurierung oder ins Ausland abfließt – falls eine Zahlungsmittel-Wahlfreiheit beim Bezahlen besteht (Greshamsches Gesetz). Dennoch zeigt das Beispiel Frankreichs von 1803 bis in die 1870er Jahre, dass der Bimetallismus in einem genügend großen Land das Wertverhältnis zwischen Silber und Gold auf dem Weltmarkt dauerhaft stabilisieren kann (damals auch während der Goldrauschzeit ab 1849).
Die Schwächen des neuen Goldstandards zeigten sich im Verlauf der 1870er Jahre, als der Verfall des Silberpreises einsetzte. Verfechter des Bimetallismus wie Henri Cernuschi forderten die (Wieder-)Einführung des Bimetallismus in weiteren Ländern, woran die Silbermontanindustrie großes Interesse hatte. Länder, die eine auf dem Goldstandard basierende Währung hatten und eine Abwertung befürchteten, leisteten dagegen Widerstand. Die Einführung eines festen Wertverhältnisses zwischen Gold und Silber wurde auf den internationalen Münzkonferenzen in Paris 1878 und 1881 abgelehnt.

## Sonstiges
Das dynamische Wertverhältnis zwischen Silber und Gold schwankte 2009 zwischen 1 zu 45 und 1 zu 90.
Der Begriff ist nicht mit Bimetall zu verwechseln, das bei Temperaturänderungen seine Form ändert. Er hat auch nichts mit Bimetallmünzen zu tun, bei denen zwei verschiedene Metalle bzw. Legierungen in einer Münze nebeneinander vorliegen, wie z. B. die 1- und 2-Euro-Münzen.

Beispiele von Goldmünzen und Silbermünzen im Wertverhältnis 15,5 : 1 aus dem Vatikan (geprägt nach den Normen der LMU)
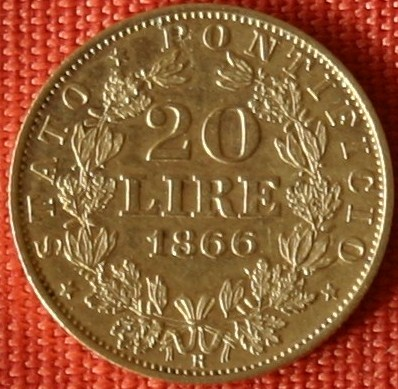
20 Lire Vatikan Gold 1866, Raugewicht 6,45 g = 5,81 g Feingold
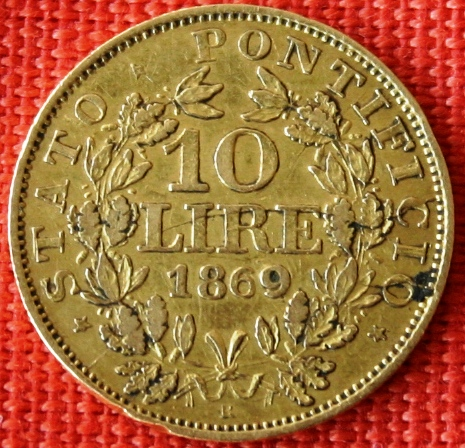
10 Lire Vatikan Gold 1869, Raugewicht 3,23 g = 2,9 g Feingold
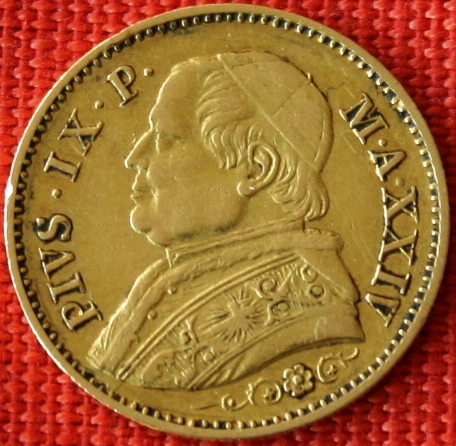
Revers der 10 Lire-Münze
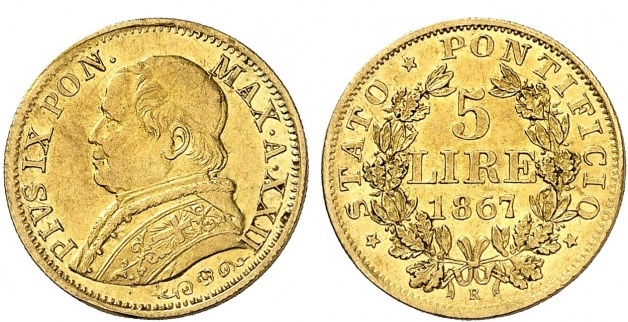
5 Lire Vatikan Gold 1857, Raugewicht 1,60 g = 1,45 g Feingold
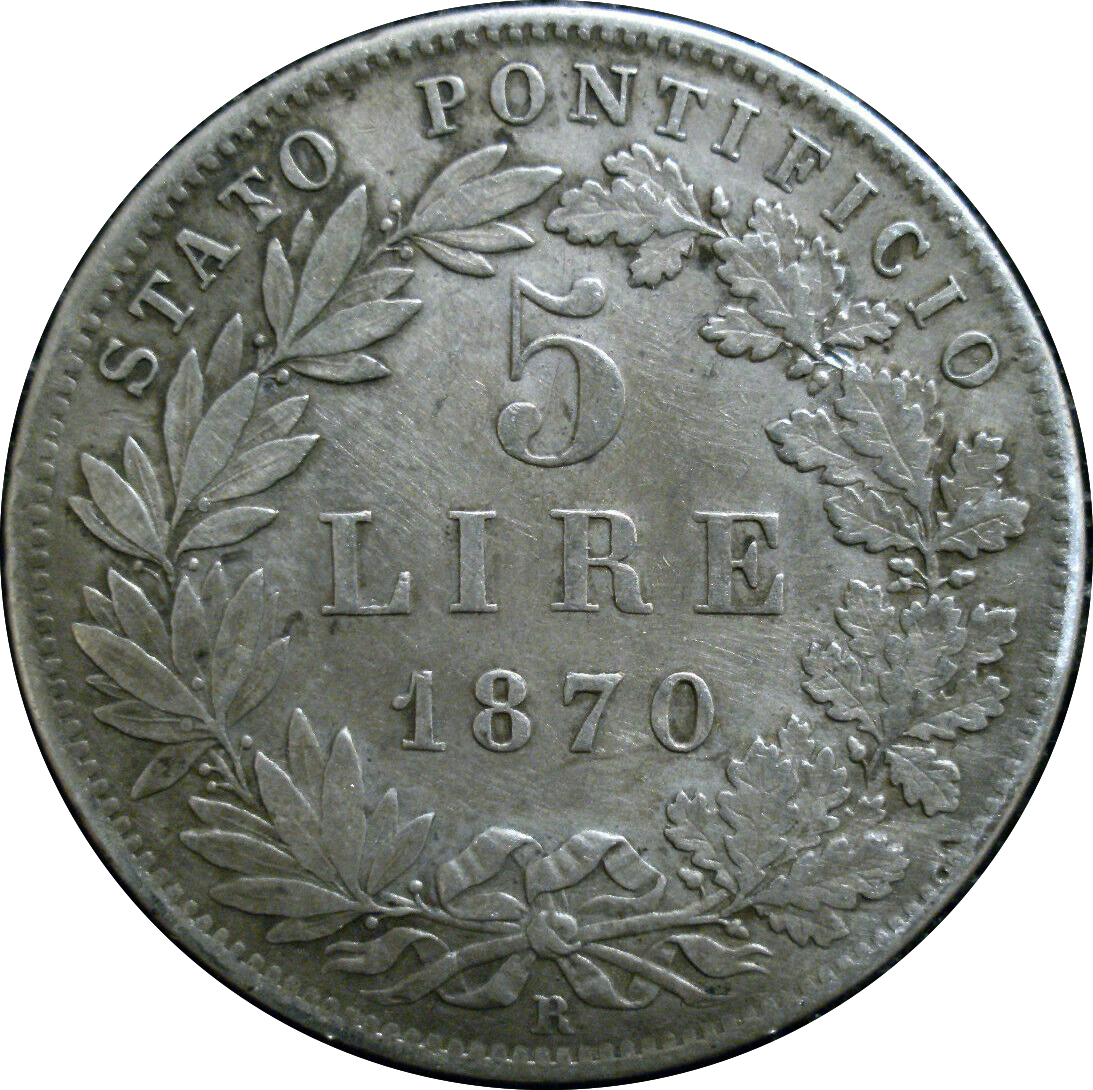
5 Lire Vatikan Silber 1870, Raugewicht 25 g = 22,50 g Feinsilber
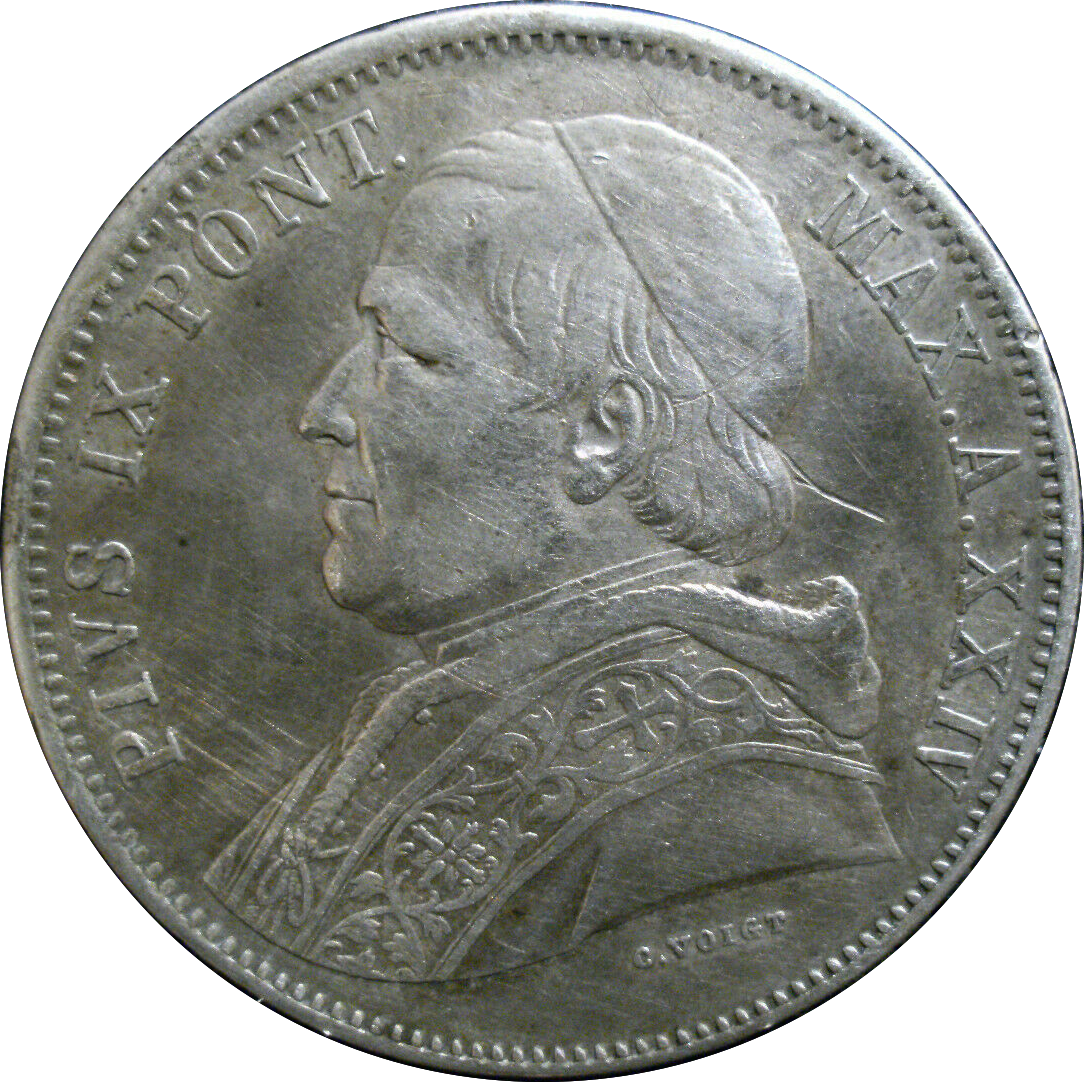
Revers der 5 Lire-Silbermünze
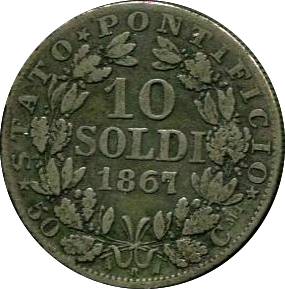
10 Soldi (50 Centesimi) Vatikan Silber 1867, Raugewicht 2,50 g = 2,25 g Feinsilber = 100 Soldi entsprechen 5 Lire
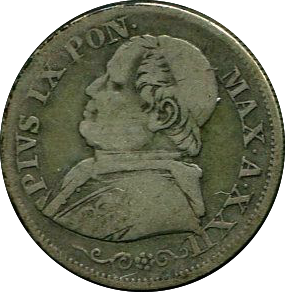
Revers der 10 Soldi-Münze